# تفنگ ششلول مدل جدید کلت
تفنگ ششلول مدل جدید کلت (به انگلیسی: Colt's New Model Revolving rifle) یک تفنگ ششلول ساخت شرکت تولیدی کلت است که از سال ۱۸۵۵ تا ۱۸۶۴ تولید می‌شده است.این اسلحه مانند دیگر ششلول‌ها سیلندر ۶ گلوله‌ای بود و در کالیبرهای ۰.۳۶ تا ۰.۶۴ ارائه می‌شده است.